# Pheidole dentata
Espèce
Pheidole dentata est une espèce nord-américaine de fourmis du genre Pheidole que l'on trouve principalement en Floride. Son ennemi naturel le plus redoutable est la fourmi de feu[réf. nécessaire]. Les capacités cérébrales des fourmis Pheidole dentata ne connaissent aucun déclin durant leur existence, sauf quelques jours avant leur mort.